# Anna Rudolf
Anna Rudolf (Miskolc, 12 de novembro de 1987) é uma jogadora e comentadora de xadrez, streamer na Twitch, e Youtuber húngara. No xadrez profissional, ela obteve os títulos de Mestre Internacional de Xadrez (WIM em 2005, IM em 2015) e Grande Mestra de Xadrez (WGM) em 2008. Ela representou a Hungria duas vezes nas Olimpíadas de Xadrez, e é tricampeã nacional feminina. Com apenas 19 anos, ela tinha um rating de 2279.
Durante sua carreira de xadrez, ela foi acusada de estar trapaceando contra jogadores letões, que afirmavam que ela escondia um computador em seu batom.
Além de ter jogado xadrez profissional, Rudolf é comentadora de jogos de xadrez, tendo trabalhado para os sites Chess.com e chess24, e comentado o Campeonato Mundial de Xadrez de 2018 junto com a enxadrista Judit Polgár, que Rudolf admirava desde jovem. Ela também possui um canal no Youtube e faz live streams na Twitch. Seus canais ganharam milhares de inscritos, em partes por causa da pandemia de COVID-19 e o lançamento da minissérie The Queen's Gambit.